# イム・イェジン
イム・イェジン（林藝眞、1960年1月24日 - ）は、韓国の女優。
1960年にソウルで生まれた。1974年公開の映画『破戒』に主演してデビューした。1976年2月に公開された主演映画『本当に本当に忘れないで』（仮訳）がヒットし、当時「韓国中の男子学生を虜にした」と言われるほどの人気者になり、「国民の妹」と呼ばれた。1977年に第13回百想芸術大賞で映画特別賞を受賞した。
本名はイム・ギヒ。東国大学校演劇映画科を卒業した。後にMBCドラマ本部本部長になった崔昌旭（チェ・チャンウク）と1989年に結婚した。SIM STORYに所属している。

## 出演作品

### 映画
- 破戒（朝鮮語版）（1974年） - 主演[10]：幼い尼[6]ミョホン役[11]
- 赤い靴（1975年） - 主演[10]：チュンファンの娘ヘギョン役[11]
- 女高卒業班（朝鮮語版）（1975年） - 主演[10]
- 本当に本当に忘れないで（仮訳）（朝鮮語版）（1976年2月） - 主演[3][10]：チョンア役[11]
- 少女の祈祷（朝鮮語版）（1976年6月） - 主演[10]
- すごくすごく好きなんだ（仮訳）（朝鮮語版）（1976年7月） - 主演[10]
- 本当に夢があるってば（仮訳）（朝鮮語版）（1976年7月） - 主演[10]
- 青い教室（仮訳）（朝鮮語版）（1976年11月） - 主演[10]
- 本当に本当にごめん（仮訳）（朝鮮語版）（1976年11月） - 主演[10]
- こんな気持ち初めて（仮訳）（朝鮮語版）（1976年12月） - 主演[10]
- 怒れる果実（仮訳）（朝鮮語版）（1977年2月） - 主演[10]
- この次に私たちは（仮訳）（朝鮮語版）（1977年4月） - 主演[10]
- 初雪が降るとき（仮訳）（朝鮮語版）（1977年7月） - 主演[10]
- 先生さようなら（仮訳）（朝鮮語版）（1977年7月） - 主演[10]
- 二重の虹が上がる丘（仮訳）（朝鮮語版）（1977年8月） - 主演[10]
- 私たちの世界（仮訳）（朝鮮語版）（1977年12月） - 主演[10]
- 誰も知らない（仮訳）（朝鮮語版）（1977年12月） - 主演[10]
- 本当に本当に好き（仮訳）（朝鮮語版）（1978年） - 主演[10]
- 火（仮訳）（朝鮮語版）（1978年） - 主演[10]
- 裸足の青春（仮訳）（朝鮮語版）（1979年） - 主演[10]
- ピーナツの殻の中の恋歌（仮訳）（朝鮮語版）（1979年） - 主演[10]
- 風吹く良い日（仮訳）（朝鮮語版）（1980年）[10] - チュンスン役[11]

### テレビドラマ
- 北の駅から（1996年、MBC）
- ずっと会いたい（1998年-1999年、MBC） - パク・ポンヒ役[12]
- 青い霧（2001年、KBS） - チェ・スンミ役[12]
- 華麗なる時代（2001年-2002年、SBS） - ヨンシルの母役[12]
- 情～愛よりも深く～（2002年、SBS） - ヨンジャ役[12]
- フルハウス（2004年、KBS） - 代表役[12]
- アイルランド（2004年、MBC） - クォン・ビョンナン役[12]
- 水花村の人々（2004年、MBC）
- 愛・共感（2005年、SBS）
- 宮 -Love in Palace-（2006年、MBC） - チェギョンの母役[12]
- キツネちゃん、何しているの?（2006年、MBC）
- 君はどの星から来たの（2006年、MBC） - キム・スノク役[12]
- ニューハート（2007年-2008年、MBC）
- 冬鳥（2007年-2008年、MBC） - チョン・ウンスク役[12]
- 大韓民国弁護士（2008年、MBC） - 弁護士事務所事務長オ・オッキ役[13][12]
- 花より男子〜Boys Over Flowers（2009年、KBS） - 主人公クム・ジャンディ（牧野つくし）の母ナ・コンジュ（牧野千恵子）役[14][12]
- 家に帰る道（2009年、KBS） - ユ・ヨンソン役[12]
- 善徳女王（2009年、MBC） - 万明（マンミョン）夫人役[12]
- エンジョイライフ～愛がすべて（2009年-2010年、MBC） - ク・ジョムスン役[12]
- 美しき人生（2010年、SBS）
- 女を知らない（2010年、SBS） - チャン・グムスク役[12]
- 運命の誘惑（2010年-2011年、SBS）
- マイ・プリンセス（2011年、MBC） - キム・ダボク役[12]
- ドキドキ My Love（2011年、KBS） - イ・オクスン役[12]
- ロマンスタウン（2011年、KBS） - 主人公家政婦スングムの母役[15]
- 不屈の嫁（2011年、MBC） - キム・グムシル役[12]
- キムチ～不朽の名作～（2012年、Channel A） - カン・サンヘ役[12]
- 限りない愛（2012年-2013年、JTBC） - チ・ユジョン役[12]
- 7級公務員（2013年、MBC） - コ・スジャ役[12]
- オーロラ姫（2013年、MBC） - ワン・ヨオク役[12]
- ミス・コリア（2013年-2014年、MBC） - コ・ボンヒ役[12]
- 私たち、恋してる（2014年、JTBC） - チヒョンの姑役[12]
- 恋愛じゃなくて結婚（2014年、tvN）
- バラ色の恋人たち（2014年-2015年、MBC） - ソ・グムジャ役[12]
- プロデューサー（2015年、KBS） - パク・ポンスン役[12]
- 不屈の婿（2015年、MBC） - ファン・グムシル役[12]
- ポンダンポンダン　王様の恋（2015年、MBC）- 大妃役
- これが人生!ケ・セラ・セラ（2016年、SBS） - 2人娘の母でカフェを経営するイ・テヒ役[16][12]
- 自己発光オフィス〜拝啓 運命の女神さま!（2017年、MBC）
- カノジョは嘘を愛しすぎてる（2017年、tvN） - キム・スンヒ役[12]
- 最高の一発〜時空（とき）を超えて〜（2017年、KBS） - 芸能事務所社長夫人キャシー役[17][18][12]
- 花遊記（ファユギ）（2017年-2018年、tvN）
- たった一人の私の味方（2018年-2019年、KBS） - 女主人公の養母ソ・ヤンジャ役[19][12]
- 嘘の嘘（2020年、Channel A） - 主人公文化部記者カン・ジミンの母ファン・ヒョスン役[20][12]
- 人生最高の贈り物 〜ようこそ、サムグァンハウスへ〜（2020年、KBS）
- 紳士とお嬢さん（2021年-2022年、KBS） - 医大生ジュノの母チャン・ミスク役[12][21]

## 受賞歴
- 1975年 大鐘賞 新人奨励賞[9]（特別賞 新人部門）『女高卒業班』[22]
- 1977年 第13回百想芸術大賞 映画特別賞[8]
- 2007年 MBC演技大賞 特別賞[9] TV進行者部門『気分がいい日（仮訳）（朝鮮語版）』[23]
- 2008年 MBC放送芸能大賞 特別賞 ベストエンターテイナー賞[9]
- 2009年 MBC放送芸能大賞 バラエティー部門 女性優秀賞[9]